# Föderale Agentur für Atomenergie Russlands

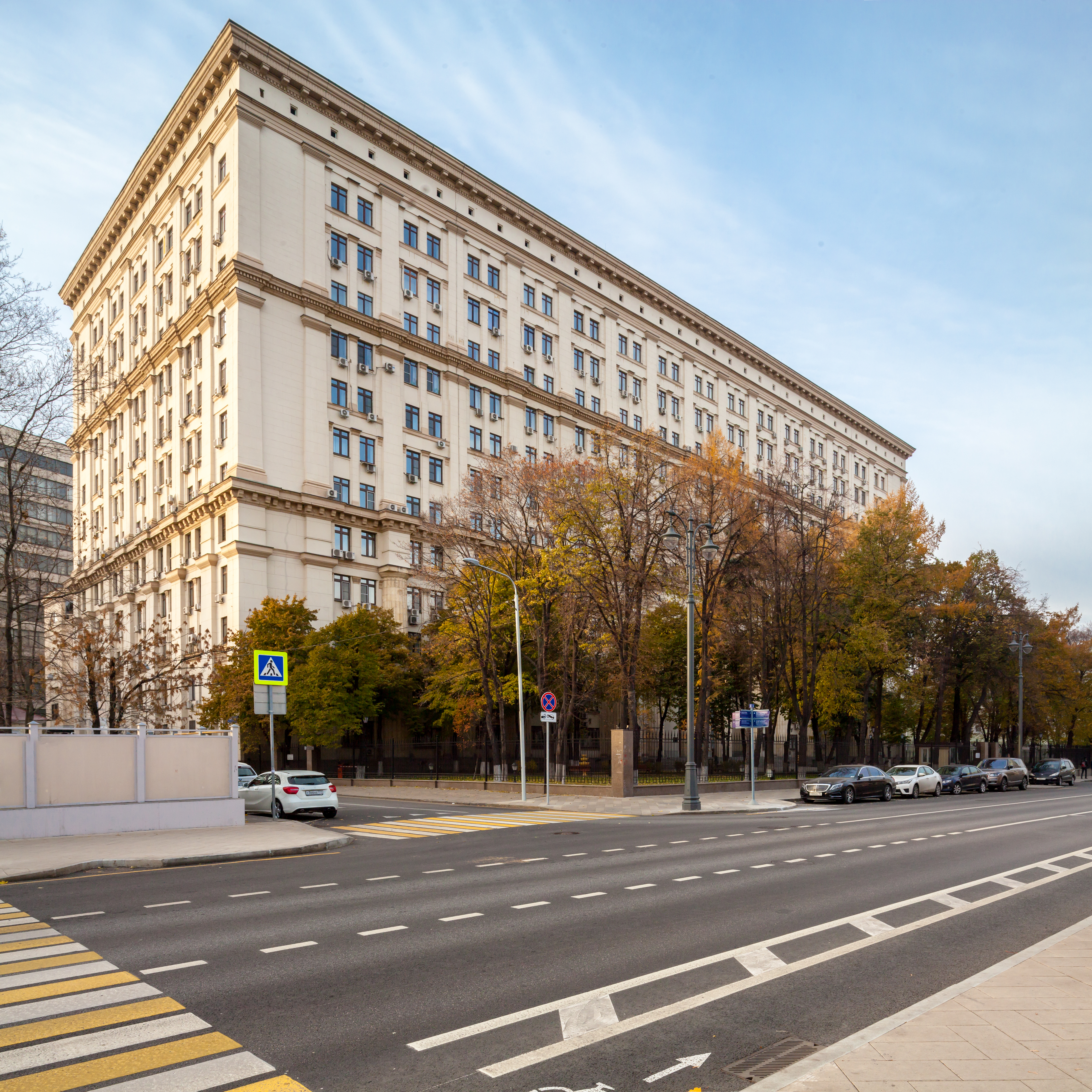
Rosatom Hauptgebäude in der Bolschaja Ordynka-Straße 24, Moskau

Die Föderale Agentur für Atomenergie Russlands (russisch Федеральное агентство по атомной энергии  России Federalnoje agentstwo po atomnoi energii Rossii), kurz auch (russisch Росатом Rosatom), oder auch englisch State Atomic Energy Corporation Rosatom, ist eine föderale Behörde Russlands. Sie leitet die zivile und militärische Atomindustrie des Landes und kontrolliert 450 Produktions- und Forschungsstätten des atomaren Bereiches mit über 350.000 Mitarbeitern. Sie hat ihren Sitz in der Hauptstadt Moskau. Rosatom untersteht direkt der russischen Regierung.

## Geschichte
Das Ministerium für Atomenergie der Russischen Föderation (russisch Министерство по атомной энергии Росси́йской Федерации, abgekürzt russisch Минатом Minatom) wurde am 29. Januar 1992 als Nachfolger des entsprechenden sowjetischen Ministeriums für Nukleartechnik und Nuklearindustrie gegründet. Es wurde am 9. März 2004 in die Föderale Agentur für Atomenergie Russlands umgewandelt.

## Organisation
Jewgeni Adamow leitete die Behörde von 1998 bis 2001 und wurde wegen Korruptionsverdachts 2001 von Wladimir Putin entlassen. Sein Nachfolger war Alexander Rumjanzew. Von 2005 bis September 2016 leitete Sergei Kirijenko die Behörde. Seit Oktober 2016 ist Alexei Lichatschow Generaldirektor der Behörde.

## Auftrag und Organisation
Die Behörde leitet - für westliche Verhältnisse eher ungewöhnlich - sowohl den zivilen als auch den militärischen Bereich der Atomenergie. Ihr unterstehen Forschungszentren, Institute und Unternehmen, die sich mit der Planung, Herstellung und Wartung von Kernwaffen beschäftigen. Sie ist auch für die Entsorgung atomarer Stoffe im militärischen Bereich zuständig und ist verantwortlich für die „geschlossenen Städte“ innerhalb der militärischen Atomwirtschaft.
Rosatom leitet unter anderem die Unternehmen:
- Atomflot (russisch Атомфлот), betreibt die russischen Atomeisbrecher
- Atomenergoprom (russisch Атомэнергопром)
  - Atomenergomasch (russisch Атомэнергомаш), baut Reaktoren
    - OKB Gidropress (russisch ОКБ Гидропресс)
    - OKBM (russisch ОКБМ)

  - Atomstroiexport (russisch Атомстройэкспорт), baut Kernkraftwerke innerhalb und außerhalb Russlands
    - Atomenergoprojekt (russisch Атомэнергопроект), entwirft die Kernkraftwerke wie das AES-91 und AES-92

  - Atomredmetzoloto (russisch Атомредметзолото), ist im Uranbergbau aktiv
  - Rosenergoatom (russisch Росэнергоатом), in ihr sind die russischen Kernkraftwerke zusammengeschlossen
  - Techsnabexport (russisch Техснабэкспорт), das Unternehmen exportiert Materialien und Kernbrennstoff für Kernkraftwerke
  - TWEL (russisch ТВЭЛ), ist in der Urananreicherung aktiv und produziert Kernbrennstoff sowie Gaszentrifugen

## Außenhandel
Die russischen Nuklearexporte belaufen sich auf umgerechnet rund 3,5 Milliarden US-Dollar pro Jahr, so erklärte ein Vertreter der Agentur im September 2005. Ein Großteil werde erzielt durch den Bau von Kernkraftwerken im Iran, in Indien und China, sowie die Lieferung von atomarem Brennstoff nach Osteuropa.

### Ägypten
In Ägypten baut Rosatom das Kernkraftwerk El Dabaa.

### Bangladesch
In Bangladesch baut Rosatom das Kernkraftwerk Ruppur.

### Finnland
Der Bau des Kernkraftwerks Hanhikivi in Finnland wurde nach dem russischen Überfall auf die Ukraine im Jahr 2022 abgebrochen.

### Volksrepublik China
In der Volksrepublik China engagiert sich Rosatom am Kernkraftwerk Tianwan.

### Iran
Im November 2014 haben Rosatom und der Iran beschlossen, vier neue Reaktoren am Persischen Golf im Kernkraftwerk Buschehr zu errichten und vier weitere an einem noch nicht festgelegten Ort.

### Indien
Im Dezember 2014 einigten sich Rosatom und Indien für die kommenden 20 Jahre auf den Bau von mindestens 12 Reaktoren in mindestens zwei Kraftwerken. Weiterhin wurden Kooperationen in Drittländern vereinbart.

### Ungarn
Am 14. Januar 2014 hat Rosatom mit dem staatlichen ungarischen Energieversorgungsunternehmen MVM einen Vertrag über den Bau von zwei Reaktorblöcken am Kernkraftwerk Paks unterzeichnet. Die beiden Reaktorblöcke sollen eine Leistung von jeweils ca. 1200 Megawatt besitzen. Da es sich lediglich um eine Modernisierung und Erweiterung in Ungarn handelt konnte die Genehmigungspflicht aus Brüssel umgangen werden. Die Gesamtkosten von 12 Milliarden Euro werden zu 80 Prozent durch russische Kredite mit einer Kreditlaufzeit bis 2045 finanziert. Die Inbetriebnahme wurde mehrfach verschoben und ist nun für die frühen 2030er Jahre geplant.

### Türkei
In der Türkei baut Rosatom das Kernkraftwerk Akkuyu.

## Perspektiven
Sergei Kirijenko sprach sich im Juni 2006 für die Gründung eines landesweiten Atomkonzerns aus. Russland müsse mit transnationalen Konzernen wie Toshiba und Siemens konkurrieren können. Als Vorbild nannte er den russischen Gasmonopolisten Gazprom; der neue Konzern könne den Namen Atomprom tragen. Er erteilte der Privatisierung der Atomindustrie eine deutliche Absage. Im zivilen Bereich werde man Aktiengesellschaften gründen, aber mit hundertprozentiger Beteiligung des Staates.
Bereits im Februar 2006 hatte die Agentur erklärt, sie wolle bis zum Jahr 2030 insgesamt 40 neue Kernreaktoren bauen. Dies würde Investitionen in Höhe von umgerechnet rund 60 Milliarden US-Dollar erfordern. Damit will man den Anteil des Atomstroms von zurzeit 17 bis 18 Prozent auf rund 25 Prozent im Jahr 2030 anheben. Kirijenko sagte, ab 2007 bis 2015 wolle Russland jährlich zwei neue Reaktoren bauen. Ab 2012 sollen bis 2020 jährlich zwei Reaktoren den Leistungsbetrieb aufnehmen. Bestehende Anlagen sollten modernisiert werden. Russland arbeite an der Entwicklung neuer Reaktoren, die in puncto Sicherheit mit westlichen Reaktoren vergleichbar sein sollen. Die russische Agentur für Atomenergie setzt auch auf die Einführung von schnellen Brutreaktoren. Nach Angaben der Germany Trade and Invest ist die Finanzierung der Investitionen allerdings noch nicht gesichert.
Neben der Kernenergie setzt Rosatom inzwischen nach eigenen Angaben auch auf den Ausbau der Windenergie. Hierfür wurde 2017 eine Subunternehmen mit dem Namen SC NovaWind gegründet. So soll z. B. bis 2021 ein Windpark mit 450 MW Leistung errichtet werden.

## Kritik
Dem Staatskonzern wird eine zu enge Zusammenarbeit mit dem Militär und der Rüstungsindustrie der Russischen Föderation vorgeworfen.
Die Washington Post zitiert aus einem Vermerk eines Abteilungsleiters von Rosatom vom Oktober 2022 über eine Zusammenkunft mit Vertretern des Verteidigungsministeriums und der staatlichen Rüstungsindustrie, der ihr vom ukrainischen Militärgeheimdienst zugespielt worden ist. Danach habe Rosatom eine Umgehung der Sanktionen gegen Russland seit dem Überfall auf die Ukraine bei der Beschaffung von bestimmten Rohstoffen und Ausrüstungsgegenständen angeboten, insbesondere Aluminiumoxid für Raketentreibstoff, Lithium-Ionen-Akkumulatoren für Triebwerke von Panzern, Raketenabwehr- und anderen Systemen, 3D-Drucker und chemische Komponenten für Flugzeug- und Raketentriebwerke. Diese Meldung verstärke auch den schon vorhandenen Eindruck einer direkten Unterstützung der russischen Armee bei der Besetzung des AKW Saporischschja.

## Film
- Die Nuklearfalle — Putins Deals mit dem Westen. Dokumentation über Russlands weltweiten Einfluss im Bereich Atomenergie, Uranförderung, -Handel und -Anreicherung. Regie: Johannes Bünger, Laura Schmitt, Vivien Pieper. 2024, Arte-tv, Deutschland, 91 Min.[13] Orte der Handlung: Amsterdam, Brüssel, Dünkirchen, Lingen, London, Mersin, Paris, St. Petersburg u. a. m.